# Michelbach, Haut-Rhin
För andra betydelser, se Michelbach, Haut-Rhin (olika betydelser).
Michelbach är en kommun i departementet Haut-Rhin i regionen Grand Est (tidigare regionen Alsace) i nordöstra Frankrike. Kommunen ligger i kantonen Thann som tillhör arrondissementet Thann. År 2018 hade Michelbach 324 invånare.

## Befolkningsutveckling
Antalet invånare i kommunen Michelbach
| Referens: INSEE |